# Монте Чивета
Монте Чивета (на италиански Monte Civetta) е връх в Доломитовите Алпи, Италия (3220 м). Разположен в южната част на дела, между долините на Кордеволе и Мае, той представлява обособен масив със собствена височина почти 1500 м. Стои като емблема на входа на планината, тъй като е първият наистина внушителен връх, който се издига по пътя към Мармолада. От северозапад (от долината Агордино) стената е висока и отвесна и привлича стотици алпинисти, докато източното лице нито е така популярно, нито така впечатляващо. Все пак точно от изток минават повечето обикновени туристи, желаещи да покорят върха. Тук, на височина 2900 м, на тяхно разположение стои хижа Торани.
Монте Чивета е първенец на неголям масив и точката, от която се разделят четири хребета. Други върхове в него са:
- по северния хребет - Пунта Тиси (2992 м), Пунта Чивета (2920 м) и Торе ди Валгранде (2715 м);
- по югозападния хребет - Чима де Гаспери (2994 м) и Чима дела Теранова (2900 м);
- по южния хребет - Чима де Тони (3040 м) и Чима дела Бузаца (2894 м);
- по югоизточния хребет - Чима Мойзаца (2878 м).[2]

Първото изкачване датира от 1855 г., дело на Симоне ди Силвестро. Североизточната стена е изкачена за първи път много по-късно - едва през 1925 г. от Емил Соледер и Густи Летенбауер. През 1969 г. на нея загива съветският алпинист Михаил Хергиани.
В подножието на върха се намира курортното селце Алеге (Aleghe), което предлага широки възможности за любителите на ски-спорта. То е част от т. нар. зона Доломити суперски - най-голямата ски зона в света с 1250 км писти и 450 лифта за тяхното обслужване.